# Anna Iberszer
Anna Iberszer (ur. 22 marca 1976 w Lublinie) – polska reżyserka dźwięku, aktorka i tancerka.

## Życiorys
W 2000 r. ukończyła studia na wydziale reżyserii dźwięku Akademii Muzycznej im. F. Chopina w Warszawie, w 2004 r. Szkołę Aktorską Haliny i Jana Machulskich, a w roku 2008 zdała aktorski egzamin eksternistyczny. Jej dziadkiem był Tadeusz Markowicz, żołnierz w armii generała Andersa, który walczył we Włoszech. Jej babką była Angela Gasperini, która urodziła się w Wenecji. Dziadkowie mieszkali w Strzyżowie i mieli dwie córki.
Występuje w Teatrze Narodowym, Teatrze „Polonia” i Teatrze Syrena. Tańczy flamenco i tango argentyńskie.
Jej mężem jest Tomasz Drabek, który jest m.in. członkiem zespołu kabaretu Pożar w Burdelu.

## Filmografia
- 2003: Sąsiedzi jako Blanka Szczepanik w młodości (odc. 22)
- 2004: Oficer jako tancerka (odc. 2)
- 2004: M jak miłość jako koleżanka Eli, bywalczyni pubu Marka i Stefana (odc. 252, 265)
- 2005–2007: Klan jako Zuzanna Petersen
- 2005–2006: Tango z aniołem jako Beatriz Moro
- 2006: Fałszerze – powrót Sfory jako kochanka Ducha (odc. 9)
- 2006: Bez iluzji jako Aki
- 2008: Lejdis jako Tsunami
- 2008: Doręczyciel jako Karolina Kmiecik, żona Rafała
- 2009: Idealny facet dla mojej dziewczyny jako Laerta w przedstawieniu Siostry duńskie
- 2010: Ojciec Mateusz jako Cyganka (odc. 33)
- 2010: Ludzie Chudego jako obsada aktorska (odc. 9)
- 2011: Układ warszawski jako tancerka Dominika (odc. 6)
- 2011–2016: Ranczo jako Francesca Andreoni-Witebska
- 2011–2013: Na dobre i na złe jako pielęgniarka Ania
- 2012: Żywie Biełaruś! jako spikerka hiszpańska
- 2012: Hans Kloss. Stawka większa niż śmierć jako prezenterka TV; rola dubbingowana przez Carmen Azuar
- 2015: Przyjaciółki jako instruktorka tańca (odc. 61)
- 2015: Na dobre i na złe jako pielęgniarka Marta
- 2016: Top Girls jako obsada aktorska
- 2016: Świat według Kiepskich jako dama (odc. 502)
- 2018: Na Wspólnej jako tancerka (odc. 2779)
- 2018: W rytmie serca jako instruktorka na kursie tańca (odc. 28)
- 2019: Komisarz Alex jako Consuela Agilar (odc. 161)
- 2020: Święty jako lekarka Laura
- 2022: Bejbis jako adwokat
- 2023: Uroczysko jako lekarka Laura
- 2024: Zdążyć przed ciszą jako Asia